# 大角鹿屬
大角鹿屬（英語：Megaloceros）是生存於上新世晚期至更新世晚期歐亞大陸的鹿類，是冰河時期重要的草食性動物，為冰河期著名的草食動物之一，被認為是現存黇鹿的近親。其下最大的物種，正是最著名的大角鹿。

## 生態學

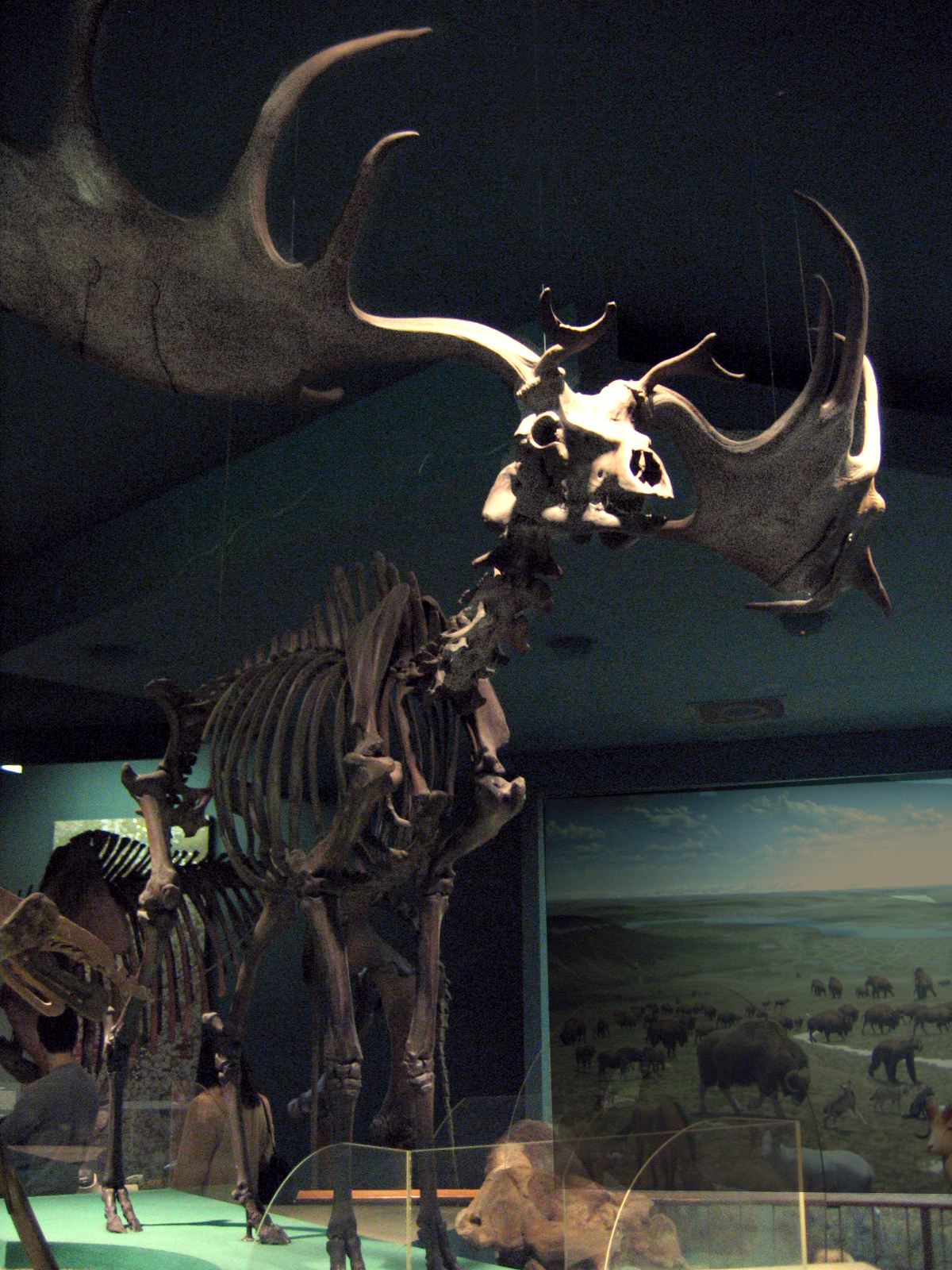
大角鹿的骨骼。

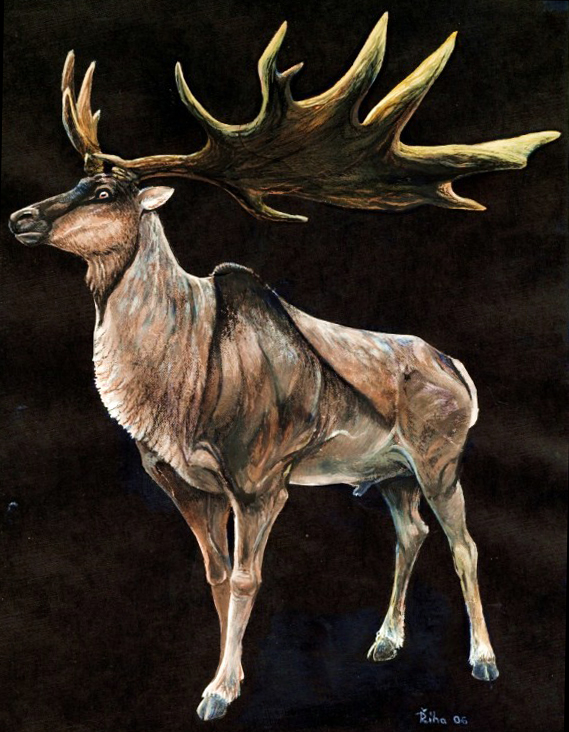
大角鹿屬的圖畫。

大角鹿屬的大部份成員都是極大的動物，肩高（馬肩隆至地面）接近 2（6英尺7英寸），喜歡生活在草甸或開放林地。很多地中海物種都有島嶼侏儒化的現象，例如M. cazioti就只有接近1米高。克里特的Candiacervus（有時被認為是大角鹿屬的亞屬）中，最細小的C. rhopalophorus肩高就只有 65 cm（26英寸）。
大角鹿又名愛爾蘭麋鹿，可見牠的習性可能像現今的馬鹿，如加拿大馬鹿或麋鹿。這有可能是因牠們體型上增加的後果。大角鹿屬是於新近紀晚期從黇鹿演化而來，但現今黇鹿屬本身就只餘下兩個物種。
雖然大部份研究都認同大角鹿屬中的所有物種，但其實這個屬有時更為限制。在一些極端的情況下，大角鹿屬就只限M. antecedens及大角鹿，而其他的則分成Praemegaceros（歐洲分支）及腫骨鹿（東亞分支）。後者有可能是有效的亞屬，而前者則須有更多的研究證明牠們與Megaloceros sensu stricto及Candiacervus的關係。

## 其下物種
- M. antecedens：非常像大角鹿，有時甚至被認為是其古亞種。牠的鹿角較緊密，近底部較大及呈掌狀。於德國的更新世中期地層發現。
- M. cazioti：地中海侏儒物種，生活於更新世晚期的薩丁島。肩高只有1米，相信是從M. verticornis演化而來。
- 大角鹿（M. giganteus）：模式种，也是该属体型最大最著名的種，肩高約有2米。在冰河時期的歐亞大陸（愛爾蘭至中國）分佈廣泛。
- 洛川大角鹿（M. luochuanensis）：是更新世早至中期的物種，在中國陝西黃土發現。
- 腫骨大角鹿（M. pachyosteus）：屬於更新世中期，在中國及日本發現。牠有著長及彎曲的鹿角。
- M. savini：更新世中期物種，較馴鹿大小許，其鹿角筆直，叉角像荊棘，近底的叉角呈掌狀。最初是在法國發現。
- M. verticornis：屬於更新世早至中期，是M. obscurus的近親。在南歐廣泛發現，估計是地中海物種的祖先，並有可能屬於Candiacervus。